# Comuna Velîka Karatul, Pereiaslav-Hmelnițki
Velîka Karatul (în ucraineană Велика Каратуль) este o comună în raionul Pereiaslav-Hmelnițki, regiunea Kiev, Ucraina, formată din satele Mareanivka, Pleskaci și Velîka Karatul (reședința).

## Demografie
Componența lingvistică a comunei Velîka Karatul
     Ucraineană (98,94%)
     Alte limbi (1,06%)
Conform recensământului din 2001, majoritatea populației comunei Velîka Karatul era vorbitoare de ucraineană (98,94%), existând în minoritate și vorbitori de alte limbi.